# Puig (Familienname)
Puig (katalanisch put͡ʃ) ist ein ursprünglich ortsbezogener katalanisch-spanischer Familienname mit der Bedeutung „Bewohner eines kleinen Hügels“, abgeleitet von dem alt-provenzalischen und katalanischen puy.

## Namensträger
- Ana Yi Puig (* 1998), US-amerikanische Schauspielerin
- Alberto Puig (* 1967), spanischer Motorradrennfahrer
- Antonio Puig (* 1960), spanischer Autor
- Arturo Puig (* 1944), argentinischer Schauspieler
- August Puig (1929–1999), spanischer Maler
- Barret Puig (1933–2007), uruguayischer Informationswissenschaftler
- Bernat Calvó Puig i Capdevila (1819–1880), katalanischer Organist, Kapellmeister und Komponist
- Carlos Puig († 1985), uruguayischer Politiker
- Carlos J. Puig Casauranc (1890–1931), mexikanischer Diplomat
- Conchita Puig (* 1953), spanische Skirennläuferin
- Domènec Cols i Puig (1928–2011), katalanischer katholischer Priester, Organist und Komponist
- Ethel-Julie Puig-Arjona (* 1981), französische Beachvolleyballspielerin
- Henriette Puig-Roget (1910–1992), französische Organistin, Pianistin und Komponistin
- Ignasi Puig (1887–1961), spanischer Chemiker und Astronom
- Josep Puig (Wasserballspieler) (* 1999), spanischer Wasserballspieler
- Josep Puig i Cadafalch (1867–1956), katalanischer Architekt, Kunsthistoriker und Politiker
- Jaime Puig (* 1957), spanischer Handballspieler
- Luis Puig (1915–1990), spanischer Sportfunktionär
- Lluís Maria de Puig (1945–2012), spanischer Politiker (PSOE)
- Lluïsa Vidal i Puig (1876–1918), spanische (katalanische) Malerin
- Manny Puig (* 1954), kubanoamerikanischer Survivaltrainer und Entertainer
- Manuel Puig (1932–1990), argentinischer Schriftsteller
- Mónica Puig (* 1993), puerto-ricanische Tennisspielerin
- Pere Plana i Puig (1927–2009), katalanischer Maler
- Riqui Puig (* 1999), spanischer Fußballspieler
- Salvador Puig Antich (1948–1974), spanischer Anarchist
- Salvador Puig Asbert (* 1979), spanischer Handballspieler und -trainer
- Valentí Puig (* 1949), spanischer Schriftsteller
- Ximo Puig (* 1959), spanischer Politiker (PSOE)
- Yasiel Puig (* 1990), kubanischer Baseballspieler